# Битка на Челопеку
Пораз српске чете на Табанавцу 1. априла 1905. довео је Српску четничку организацију у западном Повардарју у велику неприлику. У Порече и на Бабуну није стигло нужно појачање и горски штаб који би командовао тамошњим четама. Војвода Саватије Милошевић одлучио се да замени свој посао организатора са војводским и да поведе чету у западно Повардарје. Њему и његовој чети се придружио и Лазар Кујунџић, дотадашњи српски учитељ у Кичеву, који је кратко пре тога био приморан да се одметне. У тренутку када је прешла чета Саватија и Лазара, одређена за Порече и кичевски крај, српско-тусрску границу прешле су и чете Чича Павла Младеновића за кумановски, Ђорђа Скопљанчета за кумановски крај и Доксима Михаиловића за Малу Реку. Поред ових чета, границу је прешла и велика скупина официра и подофицира крагујевачкког и београдског гарнизона, који су требали да попуне горске штабове у оба Повардарја. Официре и подофицире су водили 
На Велики петак 28. априла у село Дубочицу стигле су две велике чете, крагујевачка и београдска. Њих је дочекао шеф Горског штаба са Козјака, Илија Јовановић. Уз њега су са својим четама били и Лазар Кујунџић, чича Павле Младеновић и његов помоћник Љубомир Јездић. Крагујавчку чету предводио је капетан Борко Паштровић, а у њој су били потпоручници Војин Поповић, Душан Јездић, Петар Тодоровић и Душан Путниковић. На челу београдске чете био је Бацета. У њој су били Саватије Милошевић, поручник Јанићије Мићић, Богдан Хајнц и Војислав Танкосић, потпоручник Бранивој Јовановић, подофицири Јовић, Новица Леовац, Радош Васиљевић, Трајко и Радивоје Илић. У београдској чети била су и четворица студената, Милан Гавриловић, Илија Шуменковић, Душан Димитријевић, Миомир Миленовић.
То је до тада био највећи скуп српских четника на терену, у скупу, ако се изузму балкански ратови. Према подацима било их је око 170. После краћих договора четници су се разишли. Чета војводе Ђорђа Скопљанчета, у којој су били официри Богдан Хајнц, Брана Јовановић и Душан Путниковић заједно са Горским штабом источног Повардарја, предвођен Бацетом(свега 38 људи), стигао је на одмор у село Пелинце 29. априла на Велику суботу.
Велика група четника од 130 људи (заједно са чича Павловом четом) дошла је у зору 29. априла у село Никуљане, подно каменитог челопечког виса. Чича Павле се са четом враћао у свој рејон у околину Куманова, док су се остали спремали да преко скопске Црне Горе пређу у Порече.

## Бој
Овако велика група наоружаних људи није могла остати непримећена. Тек што су четници полегали страже су опазиле Турке. Саватије је наредио покрет према Челопеку, чије су карпе (окаменотине) при врху чиниле природно утврђење. Изнурени без кондиције, оптерећени реденицима београдски студенти, којима је командовао Војислав Танкосић, безвољно су се вукли на Челопек. Пред самим врхом Челопека рањен је у ногу Милан Гавриловић. На пуцњаву која је одјекивала полетели су Арнаути из околних села Алгуње, Мутлова и Сушева у жељи да се напљачкају ђаурских пушака. У борби су погинули потпоручник Петар Тодоровић и наредник Радул Косовац, док је рањен Милан Гавриловић. Косовац је погођен у седећем ставу иза заклона хицем у слепоочницу. Арнаути су то приметили и покушали да дођу до његове пушке. Четрнаесторица су притом погинула. Арнаутин Иљаз из Мутлова је ипак успео да узме српску брзометку.
Око три часа после подне стигли су из Пелинца Горски штаб и Скопљанчетова чета. Изненађени ватром у леђа Турци и Арнаути су се разбежали остављајући на бојишту преко 200 мртвих и рањених.
После ове борбе четници предвиђени за Порече су се повукли у Србију, а на терену су остали Горски штаб, чича Павлова и Скопљанчетова чета. Борба на Челопеку била је прва велика победа српских четника над турском војском и арнаутским башибозуком. Ипак она је у четничкој акцији у Македонији донела и штету, јер се преко сто добро наоружаних људи за западно Повардарје повукло назад у Србију. Касније никада оволики број четника није био истовремено у боју као на Челопеку.
- Војислав Танкосић
- Богдан Југовић Хајнц
- Ђорђе Ристић Скопљанче
- Чича Павле Младеновић